# Det är musik!
Det är musik! är ett musikalbum från 2005 med TV-figuren Allram Eest (vars röst görs av Petter Lennstrand) som producerats av bröderna Andreas Lindgren och Mathias Lindgren.
På skivan medverkar även bland andra Gustav Funck som Tjet (låt 15, 23 och 31), Vanna Rosenberg (låt 17 och 31) och Cecilia Olin (låt 29).

## Låtlista
De spår som heter Gaffel är mellansnack.
1. Det Är Musik (3:08)
2. Gaffel (0:08)
3. Rauk (0:37)
4. Gaffel (0:22)
5. Boss (3:06)
6. Gaffel (0:21)
7. Habib (2:26)
8. Gaffel (0:27)
9. Scatman (1:04)
10. Gaffel (0:27)
11. Kärlek via satellit (2:46)
12. Gaffel (0:29)
13. Ensam (2:39)
14. Gaffel (0:32)
15. Jag har fått nog (2:51)
16. Gaffel (0:16)
17. Var snäll ibland (3:08)
18. Gaffel (0:41)
19. Light My Fire (1:34)
20. Gaffel (0:14)
21. Blå Mustang (1:53)
22. Gaffel (0:08)
23. Allram och Tjet (2:37)
24. Gaffel (0:24)
25. I Just Can't Get Enough (2:22)
26. Gaffel (0:19)
27. Allram älskar alla barnen (1:57)
28. Gaffel (0:13)
29. Hopp hopp (2:37)
30. Gaffel (0:16)
31. Du behöver en vän (3:30)
32. Gaffel (0:09)
33. Rock n Rolla (1:32)
34. Gaffel (0:12)
35. Final (8:38)